# IKA Torino
IKA Torino är en personbil som den argentinska biltillverkaren IKA introducerade 1966. Sedan Renault övertagit företaget i början av 1970-talet såldes bilen som Renault Torino fram till 1982.

## Torino
Torinon var IKA:s första egna konstruktion och marknadsfördes som “Argentinas egen bil”. Trots det hämtades mycket av tekniken från de AMC-modeller som IKA också licenstillverkade. Den självbärande karossens mittparti kom från Rambler American men front och akter ritades om av Pininfarina för att ge Torinon en egen stil. Den kraftiga framvagnsupphängningen kom från den större Rambler Classic och stod bättre emot de usla vägarna på den argentinska landsbygden. Den sexcylindriga motorn med överliggande kamaxel hämtades från Jeep Wagoneer.

## Motor
| Modell | Årsmodell | Motor               | Cylindervolym           | Effekt     | Bränslesystem       |
| ------ | --------- | ------------------- | ----------------------- | ---------- | ------------------- |
| 3.0    | 1966-70   | 6-cyl radmotor SOHC | 2962 cm³                | 120 hk     | Enkel förgasare     |
| 3.7    | 1966-72   | 6-cyl radmotor SOHC | 3770 cm³                | 155 hk     | Enkel förgasare     |
| 380W   | 1966-70   | 6-cyl radmotor SOHC | 3770 cm³                | 178 hk     | Tre Weber-förgasare |
| 3.8    | 1973-82   | 6-cyl radmotor SOHC | 3820 cm³                | 178-200 hk | Enkel förgasare     |
| GS     | 1970-76   | 6-cyl radmotor SOHC | 3770-3820 (1973-76) cm³ | 215 hk     | Tre Weber-förgasare |

## Motorsport

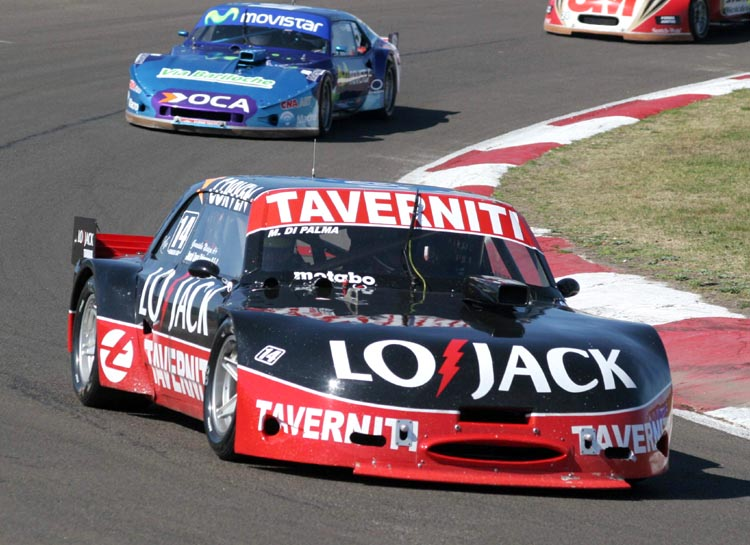
Marcos Di Palma 2008.

Torinon fick sitt internationella genombrott vid 84-timmarstävlingen på Nürburgring 1969. Anförda av Juan Manuel Fangio slutade IKA-teamet på en fjärdeplats.
Bilen var populär i nationella tävlingar och muntra entusiaster tävlar med bilen än idag.